# Mario Uribe
Mario de Jesús Uribe Escobar (Andes; Antioquia, 12 de agosto de 1949) es un político colombiano, primo segundo de Álvaro Uribe Vélez, expresidente de la República de Colombia. Mario Uribe Escobar fue líder del Partido Colombia Democrática, ha sido Concejal de Andes, diputado, representante a la Cámara, senador y presidente del Senado. Uribe Escobar está condenado desde febrero de 2011 a prisión por el delito de concierto para delinquir agravado, en el marco de la parapolítica.

## Biografía
Estudió Derecho en la Universidad de Antioquia y al poco tiempo de graduarse ejerció como juez civil en Salgar y Medellín entre 1973 y 1975. Entre 1976 y 1982 ejerció como Concejal de Andes a nombre del Partido Liberal y en este año fue elegido diputado a la Asamblea de Antioquia, cargo que ocupó hasta 1985.
En 1985 se integró en el "Sector Democrático" del Partido Liberal en Antioquia, segmento fundado por su primo segundo Álvaro Uribe Vélez, entonces concejal de Medellín. De hecho en las elecciones de 1986 participó como candidato a la Cámara de Representantes haciendo pareja con Álvaro como candidato al Senado. Los dos resultan elegidos, y reelegidos en 1990; y tras la revocatoria del Congreso que dio paso a la Constitución de 1991, son nuevamente elegidos en diciembre de 1991; para entonces se habían convertido en una pareja de peso político enorme en su región, rivalizando con el barón liberal Bernardo Guerra Serna y con el conservatismo liderado por Fabio Valencia Cossio.
En las elecciones de 1994 Mario es elegido Senador, ya que Álvaro se retira para aspirar a Gobernador de Antioquia. Es reelecto en 1998 y consigue ser Presidente del Senado entre 2000 y 2001. Participó en los diálogos de paz entre el gobierno Pastrana y las FARC (1998-2002). En 2002, a nombre del Partido Colombia Democrática (surgido del Sector Democrático) es reelecto al Senado y apoya la candidatura de su primo a la Presidencia. En 2006 es reelecto nuevamente por Colombia Democrática, partido del cual es presidente, y apoya a su primo en la reelección presidencial, siendo uno de los artífices de la reforma constitucional que se lo permitió; además fue el ponente de la primera versión de la Ley de Justicia y Paz. Renuncia a su curul en octubre de 2007 por las investigaciones en su contra por el escándalo de la parapolítica.

## Congresista de Colombia
En las elecciones legislativas de Colombia de 1994, Uribe Escobar fue elegido senador de la república de Colombia y posteriormente reelegido en las elecciones legislativas de Colombia de 2006 con un total de 66.407 votos, 2002 con 111.635 votos y 2002 con 42.263 votos. Uribe reemplazó al ministro saliente Miguel Pinedo Vidal como Presidente del Senado de la República de Colombia en 2000.

### Iniciativas
El legado legislativo de Mario Uribe Escobar se identificó por su participación en las siguientes iniciativas desde el congreso:

- Prestadores de servicios turísticos y los establecimientos que presten el servicio de hospedaje no turístico deberán adoptar, fijar en lugar público y actualizar cuando se les requiera, códigos de conducta eficaces (Aprobado).[5]
- Crear los servicios técnicos y administrativos del Senado y la Cámara de Representantes (Archivado).[6]
- La trayectoria vital y la obra artística de Débora Arango Pérez nos lleva a proponer al Congreso de la República una ley en su honor (Aprobado).[7]

## Proceso Penal por Parapolítica
Uribe Escobar y su grupo político resultaron implicados en el escándalo de la parapolítica. Quienes habían sido elegidos como senadores de su partido (Álvaro García Romero y Miguel Alfonso de la Espriella y un representante a la Cámara Erik Morris, están siendo investigados por sus nexos con grupos paramilitares de autodefensa y se encuentran detenidos en la cárcel La Picota de Bogotá. En septiembre de 2007 Mario Uribe también fue llamado a indagatoria, tras las declaraciones de Salvatore Mancuso a los jueces de Justicia y Paz ese mismo año, así como por las declaraciones de Jairo Castillo Peralta alias Pitirri, quien había sido colaborador de las AUC y que es ahora testigo clave en el proceso y que acusa a Escobar de haberse valido del poder de este grupo armado ilegal para adquirir tierras en los departamentos de Córdoba y Sucre. El senador renunció a la curul en el Congreso con el fin de ser juzgado por la justicia ordinaria y no por la Corte Suprema de Justicia que investiga a quienes son congresistas.
El 22 de abril de 2008 la Fiscalía ordenó su captura, Uribe Escobar se refugió en la embajada de Costa Rica con el fin de pedir asilo político en ese país, lo cual le fue negado por ser considerado improcedente y por lo tanto, se entregó a la Fiscalía. El 19 de agosto del mismo año fue dejado en libertad por orden de un fiscal en medio de las controversia, la investigación en su contra sigue en curso.
El 8 de octubre de 2010, el primo de la esposa de Mario Uribe, el confeso narcotraficante Juan Carlos Sierra Ramírez, reveló que había viajado a España con pasaporte diplomático, indicando que había sido recibido en ese país por Ignacio Guzmán, excónsul en Miami. Todo gracias a las gestiones de Mario Uribe. Ignacio Guzmán confirmó la versión indicando que lo había recibido por ser recomendado de Mario Uribe. Posteriormente le reclamó airadamente por ese hecho, tras lo cual se rompió su amistad.
El 21 de febrero de 2011 la Corte Suprema de Justicia de Colombia condenó a Uribe Escobar a siete años de prisión al ser hallado culpable del delito "concierto para promover grupos armado al margen de la ley". Luego de cumplir más de las tres cuartas partes de la pena Mario Uribe salió bajo libertad condicional.

## Carrera política
Su trayectoria política se ha identificado por:

### Partidos políticos
A lo largo de su carrera ha representado los siguientes partidos:
| Partido político                      | Fecha Inicio       | Fecha Fin           |
| Partido Colombia Democrática          | 1 de julio de 2004 | 15 de abril de 2010 |
| Movimiento Renovador De Acción Social | 1 de enero de 2002 | 18 de enero de 2010 |
| Partido Liberal                       | 1 de enero de 1998 | 15 de abril de 2010 |

### Cargos públicos
Entre los cargos públicos ocupados por Mario Uribe Escobar, se identifican:
| Cargo público           | Partido político                      | Fecha Inicio        | Fecha Fin              |
| Senador de la República | Partido Colombia Democrática          | 20 de julio de 2006 | 9 de diciembre de 2008 |
| Senador de la República | Movimiento Renovador De Acción Social | 20 de julio de 2002 | 19 de julio de 2006    |
| Senador de la República | Partido Liberal                       | 20 de julio de 1998 | 19 de julio de 2002    |
| Senador de la República | Partido Colombia Democrática          | 20 de julio de 1994 | 19 de julio de 1998    |

| Predecesor: Miguel Pinedo Vidal | Presidente del Senado de la República de Colombia 20 de julio de 2000 - 20 de julio de 2001 | Sucesor: Carlos García Orjuela |